# Namiętności (film 1969)
Namiętności (szw. En passion) – szwedzki dramat psychologiczny z 1969 roku w reżyserii Ingmara Bergmana.

## Fabuła
Anna (Liv Ullmann) mając wciąż w pamięci tragiczny wypadek samochodowy, którego była sprawczynią (w wyniku czego zginęło jej dziecko i mąż), aby o tym zapomnieć wiąże się z pisarzem Andreasem (Max von Sydow).

## Obsada
- Liv Ullmann jako Anna
- Bibi Andersson jako Eva
- Max von Sydow jako Andreas
- Erland Josephson jako Elis
- Erik Hell jako Johan Andersson
- Sigge Fuerst jako Verner
- Annika Kronberg jako Katarina
- Hjoerdis Pettersson jako Siostra Johana (niewymieniona w czołówce)
- Lars-Owe Carlberg jako Policjant
- Barbro Hiort af Ornäs jako Kobieta ze snu
- Malin Ek jako Kobieta ze snu
- Brita Öberg jako Kobieta ze snu
- Marianne Karlbeck jako Kobieta ze snu
- Britta Brunius jako Kobieta ze snu
- Brian Wikström jako Policjant
- Svea Holst jako Żona Vernera
- Ingmar Bergman (narrator) (niewymieniony w czołówce)

## Nagrody i wyróżnienia[1][2]
Amerykańskie Stowarzyszenie Krytyków Filmowych
- W 1971 wygrana w kategorii Najlepszy reżyser (Ingmar Bergman).
- W 1971 2 miejsce w kategorii Najlepszy film.

National Board of Review of Motion Pictures
- W 1971 wygrana w kategorii Najlepszy film zagraniczny.

New York Film Critics Circle Awards
- W 1970 3 miejsce w kategorii Najlepsza aktorka (Liv Ullmann).